# Jacqueline Börner
Jacqueline Börner, po mężu Schubert (ur. 30 marca 1965 w Wismarze) – niemiecka łyżwiarka szybka reprezentująca także NRD, mistrzyni olimpijska i mistrzyni świata, trzykrotna medalistka mistrzostw Europy oraz zdobywczyni Pucharu Świata.

## Kariera
Urodziła się w NRD i do zjednoczenia Niemiec reprezentowała barwy tego kraju. Pierwszy sukces w karierze osiągnęła w 1987 roku, kiedy zdobyła brązowy medal podczas mistrzostw Europy w Groningen. W zawodach tych wyprzedziły ją jedynie jej rodaczka Andrea Ehrig-Mitscherlich oraz Yvonne van Gennip z Holandii. Wynik ten powtórzyła na rozgrywanych dwa lata później mistrzostwach Europy w Berlinie, przegrywając tylko z Gundą Kleemann i Constanze Moser-Scandolo. W 1990 roku sięgnęła po złoty medal na wielobojowych mistrzostwach świata w Calgary, wyprzedzając Seiko Hashimoto z Japonii oraz Constanze Moser-Scandolo. W tym samym roku zdobyła też srebrny medal na mistrzostwach Europy w Heerenveen, ulegając tylko Gundzie Kleemann. W lecie 1990 roku Börner została potrącona przez samochód podczas treningu na rowerze. W wyniku zderzenia odniosła obrażenia głowy, złamała kości stopy oraz zerwała więzadło krzyżowe przednie. Po kilku miesiącach rehabilitacji wróciła do sportu i wywalczyła awans na igrzyska olimpijskie w Albertville w 1992 roku. Zdobyła tam złoty medal w biegu na 1500 m, pokonując Gundę Niemann i Seiko Hashimoto. Na tych samych igrzyskach była też ósma na dwukrotnie dłuższym dystansie. Kilkakrotnie stawała na podium zawodów Pucharu Świata, odnosząc przy tym dwa zwycięstwa. Najlepsze wyniki osiągnęła w sezonie 1989/1990, kiedy zwyciężyła w klasyfikacji końcowej 1500 m, a w klasyfikacji 3000 m/5000 m była druga. W 1992 roku zakończyła karierę.

### Mistrzostwa świata
- Mistrzostwa świata w wieloboju
  - złoto – 1990